# Миркин, Семён Захарович
Семён Заха́рович Ми́ркин — советский деятель внутренней безопасности, депутат Верховного Совета СССР. Входил в состав особой тройки НКВД СССР.

## Биография
Родился в 1901 году в селе Антоновка Чериковского уезда Могилевской губернии. Национальность — еврей.
Член ВКП(б) c 11.1919. Состоял в комсомоле.
В 1917—1918 гг. в русской армии, в 1918—1921 гг. в РККА. В 1920 г. слушатель Партийной школы и Высших партийных курсов Северо-Кавказского военного округа.
С 1921 года в органах ВЧК−ОГПУ−НКВД. В 1921—1922 гг. уполномоченный по борьбе с бандитизмом Особого отдела ВЧК—ГПУ 22-й стрелковой дивизии. В 1922—1924 гг. помощник уполномоченного Контрразведывательного отдела, уполномоченный Восточного отдела Полномочного представительства ОГПУ по Юго-Востоку. В 1924—1926 гг. уполномоченный Восточного отдела, начальник Отделения обработок, уполномоченный Контрразведывательного отдела, врио заместителя начальника Адыгейского облотдела ГПУ.
В 1926—1927 гг. учёба на вечернем рабочем факультете (Краснодар), слушатель Высших курсов ОГПУ.
В 1927—1931 гг. начальник секретного, контрразведывательного отдела Чечено-Грозненского отдела ГПУ, начальник особого отдела Чеченского облотдела ГПУ. В 1931—1933 гг. начальник Черкесского облотдела ГПУ, заместитель начальника политического отдела Адыгейской машинно-тракторной станции по ОГПУ.
В 1933—1934 гг. помощник начальника Северо-Осетинского облотдела ГПУ. В 1934—1937 гг. заместитель начальника Управления НКВД по Северо-Осетинской автономной области, заместитель наркома внутренних дел Северо-Осетинской АССР. С 13 августа 1937 г. нарком внутренних дел Северо-Осетинской АССР. Этот период отмечен вхождением в состав особой тройки, созданной по приказу НКВД СССР от 30.07.1937 № 00447 и активным участием в сталинских репрессиях.
Депутат Верховного Совета СССР 1-го созыва.

## Завершение деятельности
Арестован 01.1939. Осужден 19.01.1940. Орган, вынесший решение — Военная коллегия Верховного суда СССР. Приговорён к высшей мере наказания.
Расстрелян в Москве 21.01.1940. В реабилитации отказано 15.10.2013 (определение Верховного суда Российской Федерации).